# Selección femenina de golbol de los Países Bajos
La selección femenina de golbol de los Países Bajos es el equipo nacional femenino de los Países Bajos. Participa en competiciones internacionales de golbol.

## Participaciones

### Juegos Paralímpicos
El equipo compitió en los Juegos Paralímpicos de 1984, donde terminaron cuartos. En los Juegos Paralímpicos de 1988, el equipo terminó cuarto. El equipo compitió en los Juegos Paralímpicos de 2000 en Sídney, donde terminó séptimo. En los Juegos Paralímpicos de 2004 en Atenas, Grecia, el equipo terminó quinto.

### Campeonatos del mundo
Los Campeonatos del Mundo de 1982 se llevaron a cabo en la Universidad Butler en Indianápolis, Indiana. El equipo fue uno de los seis equipos que participaron y terminaron cuartos en la general. Los Campeonatos del Mundo de 1986 se llevaron a cabo en Roermond, Países Bajos. El equipo fue uno de los diez equipos que participaron y terminaron terceros en la general. Los Campeonatos del Mundo de 1990 se llevaron a cabo en Calgary, Alberta, Canadá. El equipo fue uno de los siete equipos que participaron y terminaron quinto en la general. Los Campeonatos del Mundo de 1994 se llevaron a cabo en Colorado Springs, Colorado. El equipo fue uno de los nueve equipos que participaron y terminaron sextos en la general. El Campeonato del Mundo de 1998 se celebró en Madrid , España. El equipo fue uno de los once equipos participantes y terminaron sextos en la general. Los Campeonatos del Mundo de 2002 se llevaron a cabo en Río de Janeiro, Brasil. El equipo fue uno de los diez equipos que participaron y terminaron terceros en la general.

### Campeonatos europeos
El Campeonato de Europa de 1985 se celebró en Olsztyn, Polonia, con seis equipos compitiendo. El equipo terminó cuarto. El Campeonato de Europa de 2001 se celebró en Neerpelt, Bélgica, con seis equipos compitiendo. El equipo terminó primero. En 2005, el Campeonato de Europa se celebró en Neerpelt, Bélgica. Con diez equipos compitiendo, el equipo terminó cuarto. La Federación Turca de Deportes para Ciegos organizó el Campeonato Europeo de Golbol de 2007 en Anyalya, Turquía, con 11 equipos compitiendo en la competición femenina. El equipo terminó séptimo. Seis equipos participaron en el torneo de Golbol Femenino B del Campeonato de Europa de 2010 celebrado en Eskişehir, Turquía en julio. El equipo terminó quinto.